# پوی‌لو (پوی‌لو)
پوی‌لو (به لاتین: Poylu) یک منطقه مسکونی در جمهوری آذربایجان است که در شهرستان آغستفا واقع شده است.